# Shoot from the Hip
Shoot from the Hip — второй студийный альбом английской певицы Софи Эллис-Бекстор, выпущенный 27 октября 2003 года на лейбле Polydor Records.

## Об альбоме
Shoot from the Hip стал наименее успешным альбомом певицы в Великобритании, где смог достигнуть только 19 места, будучи поддержанным 2 синглами: «Mixed Up World» и «I Won't Change You», которые смогли достичь в местных чартах 7 и 9 позиции.
Также обсуждался релиз третьего сингла, которым мог стать «Love It Is Love» или «Party In My Head», («Love It Is Love» считался фаворитом), вскоре после выхода «I Won’t Change You».
Интернациональный релиз альбома произошёл осенью 2003 года, но к нему был прикован меньший интерес, чем на родине певицы, где он получил золотой статус за 100,000 проданных копий. Так в Швейцарии альбом смог достичь лишь 35 места, а в Северной Америке релиз состоялся в июне 2007 года добавленеим в американский iTunes Store.

## Список композиций
Издание: Великобритания
1. «Making Music» — 3:36
2. «Mixed Up World» — 3:45
3. «I Won't Change You» — 3:40
4. «Nowhere without You» — 4:53
5. «Another Day» — 3:20
6. «Party in My Head» — 3:34
7. «Love It Is Love» — 3:29
8. «You Get Yours» — 3:59
9. «The Walls Keep Saying Your Name» — 4:23
10. «I Won’t Dance With You» — 3:59
11. «I Am Not Good At Not Getting What I Want» — 3:33
12. «Hello, Hello»/«Physical» — 13:16

Издание: Всемирное
1. «Mixed Up World» — 3:45
2. «I Won't Change You» — 3:40
3. «Nowhere without You» — 4:53
4. «Another Day» — 3:20
5. «Party in My Head» — 3:34
6. «Love It Is Love» — 3:29
7. «You Get Yours» — 3:59
8. «The Walls Keep Saying Your Name» — 4:23
9. «I Am Not Good at Not Getting What I Want» — 3:33
10. «Hello, Hello» — 4:23

## Release history
| Country        | Release Date     |
| -------------- | ---------------- |
| United Kingdom | октябрь 27, 2003 |
| Worldwide      | октябрь 28, 2003 |
| United States  | июнь 26, 2007    |

## Чарты

### Позиции в чартах
| Чарт (2003)                     | Наивысшее место |
| ------------------------------- | --------------- |
| Великобритания                  | 19              |
| Мексика                         | 25              |
| Мексиканский международный чарт | 11              |
| Швейцария                       | 35              |
| Новая Зеландия                  | 39              |
| Германия                        | 84              |
| Франция                         | 99              |

| Чарт               | Сертификация | Продажи | Отгружено |
| ------------------ | ------------ | ------- | --------- |
| Великобритания BPI | Золотой      | 70,000+ | 100,000+  |